# Timor Est ai Giochi della XXX Olimpiade
Timor Est ha partecipato ai Giochi della XXX Olimpiade di Londra, che si sono svolti dal 27 luglio al 12 agosto 2012, con una delegazione di 2 atleti.

## Atletica leggera
Gare maschili
| Atleta               | Gara     | Batterie | Batterie | Quarti | Quarti | Semifinali | Semifinali | Finale  | Finale |
| Atleta               | Gara     | Tempo    | Pos.     | Tempo  | Pos.   | Tempo      | Pos.       | Tempo   | Pos.   |
| -------------------- | -------- | -------- | -------- | ------ | ------ | ---------- | ---------- | ------- | ------ |
| Augusto Ramos Soares | Maratona | N.D.     | N.D.     | N.D.   | N.D.   | N.D.       | N.D.       | 2'45"09 | 84     |

Gare femminili
| Atleta             | Gara     | Batterie | Batterie | Quarti | Quarti | Semifinali | Semifinali | Finale  | Finale |
| Atleta             | Gara     | Tempo    | Pos.     | Tempo  | Pos.   | Tempo      | Pos.       | Tempo   | Pos.   |
| ------------------ | -------- | -------- | -------- | ------ | ------ | ---------- | ---------- | ------- | ------ |
| Juventina Napoleao | Maratona | N.D.     | N.D.     | N.D.   | N.D.   | N.D.       | N.D.       | 3'05"07 | 106    |